# Ken Greene
Kenneth Edward Greene (Lewiston, 8 maggio 1956) è un ex giocatore di football americano statunitense che ha militato nel ruolo di safety nella National Football League (NFL).

## Carriera
Greene al college giocò a football alla Washington State University. Fu scelto dai St. Louis Cardinals come diciannovesimo assoluto nel Draft NFL 1978, il primo giocatore dei Cougars scelto al primo giro in tredici anni. Vi giocò fino al 1982, venendo inserito nella formazione ideale dei rookie dalla Pro Football Writers of America dopo la sua prima stagione. Nel resto della carriera giocò con i San Diego Chargers nel 1983 e 1984. 

## Palmarès
- PFWA All-Rookie Team - 1978